# The Black Crown
The Black Crown е трети студиен албум на американската деткор група Suicide Silence. Издаден е на 12 юли 2011 г. от Century Media Records. Това е последен албум с вокалиста Мич Лъкър, преди смъртта му.

## Обща информация
Мъч Лъкър пояснява, че анти-религиозните текстове от предишните творби на групата, няма да бъдат продължени в „The Black Crown“. В интервю, което той дава за „Kerrang!“, твърди, че текстовете ще са насочени към по-лични теми от живота.
Албумът заема 28-о място в Billboard 200.

## Състав
- Мич Лъкър – вокали
- Марк Хейлмун – китара
- Крис Гарза – китара
- Дан Кени – бас
- Алекс Лопес – барабани

## Песни
| 1.    | Slaves to Substance                                             | 3:28 |
| 2.    | O.C.D.                                                          | 3:19 |
| 3.    | Human Violence                                                  | 3:48 |
| 4.    | You Only Live Once                                              | 3:13 |
| 5.    | Fuck Everything                                                 | 4:34 |
| 6.    | March to the Black Crown                                        | 1:30 |
| 7.    | Witness the Addiction (с Джонатан Дейвис от Korn)               | 5:32 |
| 8.    | Cross-Eyed Catastrophe (с Алексия Родригес от Eyes Set to Kill) | 3:25 |
| 9.    | Smashed (с Франк Мълън от Suffocation)                          | 3:06 |
| 10.   | The Only Thing That Sets Us Apart                               | 4:10 |
| 11.   | Cancerous Skies                                                 | 3:14 |
| 39:24 |                                                                 |      |

## Позиции в класациите
| Класация                          | Най-добра позиция |
| --------------------------------- | ----------------- |
| U.S. Billboard 200                | 28                |
| U.S. Billboard Rock Albums        | 7                 |
| U.S. Billboard Independent Albums | 6                 |
| U.S. Billboard Hard Rock Albums   | 3                 |